# ステルスゲーム

メタルギアソリッドシリーズに登場する「ソリトンレーダー」風のイメージ画像。敵の位置と向いている方向、遮蔽物の形状が分かる。

ステルスゲーム（stealth game）は、コンピュータゲームのジャンルの一種で、隠れることを機軸に置いている。狭義における従来のアクションゲームが持つ、ジャンプなどの要素を強く併せ持ったステルスゲームをステルスアクションゲーム（stealth action game）というが、ほとんどの場合ステルスゲームと同じジャンルとして解釈される。

## 概要
従来の「敵をたくさん倒せば高得点」ではなく、「いかに敵に見つからないか」を主旨としている。
いわゆるアクションゲームの一分野とすることもできるが、従来のアクションゲームと違い、敵に接近すると無条件に攻撃を受けたり、画面外からの敵が一直線にプレイヤー目掛けて次々と襲ってくるということはない。プレイヤーが敵の本拠地に潜入し、秘密工作、暗殺等の目的を達成するという形式をとったものが多い。その為主人公は、忍者や特殊部隊の隊員、諜報員、工作員などの極秘作戦に携わる人間であることが多い。
このジャンルの基礎を築いた作品として、1987年にコナミから発売された小島秀夫の『メタルギア』が挙げられる。同作はギネス世界記録「GAMER'S EDITION 2008」において、「ステルス要素を完全に取り入れた最初のビデオゲーム」として認定されている。
ステルスゲームには、侵入した形跡を残さないように、敵に見つからず、そして、倒さない(または特定のターゲットの暗殺のみ)ようにしながら進めていく『ノーキル・ノーアラート』というプレイスタイルで加点や高評価、ボーナス、実績、トロフィー獲得となるもの(メタルギアソリッドシリーズ、天誅(初代、忍凱旋、参、紅、忍大全、千乱)、スプリンターセルシリーズ(コンヴィクションを除く)、ヒットマンシリーズ、スナイパーエリート5、Thief、アサシンクリード クロニクルシリーズ、Deus Exシリーズ、Dishonoredシリーズ、 Mark of the Ninja、Aragami、Styx等)や、ハンティングゲームの様に物陰に隠れながら敵に接近し、見つからないように倒して行く『ステルスキル』というスタイルで加点や高評価、ボーナス、実績、トロフィー獲得となるもの(天誅シリーズ、忍道シリーズ、スプリンターセル ブラックリスト、Far Cry3以降、スナイパーエリート3以降、紅忍 血河の舞等)、メインはアクションゲーム、アクションRPGやTPS、FPSだが、ステルスゲームの要素を取り入れた物(アサシンクリードシリーズ、スプリンターセル コンヴィクション、シャドウ オブ ザ トゥームレイダー、隻狼、The Last of Us、Ghost of Tsushima等)ものと、いちジャンルでありながらゲームのプレイスタイルの方向性によって、ゲーム性は多岐に渡る。

## 歴史
世界初のステルスゲームは、Commodore PET 2001用として東大マイコンクラブの鈴木浩が制作し、1979年11月に駒場祭で発表された『万引少年』だと考えられている。コンビニ店員の死角から店の商品を全て万引きするゲーム。『万引少年』のプログラムは1980年にパソコン雑誌の『RAM』誌に投稿され、これを読んだ人が他機種への移植版を製作してパソコン雑誌で発表するなどして日本で広まった（『マイコンBASICマガジン』1982年7月号に掲載されたPC-6001版が比較的広く知られている）。1980年11月の駒場祭では続編の『万引少女』が発表され、こちらはしゃべったらしい。
1981年1月にはセガのアーケードゲーム『005』が発売され、これは一部にステルスの要素があることから、市販されたものとしては世界初のステルスゲームだとギネス認定されている。『005』はアーケードのみだったので、あまり知名度がないが、この系統のゲームとして、1989年にセガがアーケードでリリースした『クラックダウン』があり、こちらは家庭用ゲーム機のメガドライブにも移植されたことから広く知られている。
1981年にアメリカでMuse Software社からApple II用ソフト『Castle Wolfenstein』が発売され、5万本を売るヒット作となった。敵の死角から銃撃で敵を倒してダンジョン（ウルフェンシュタイン城の地下牢）から脱出するゲームで、敵に見つかると高い確率でゲームオーバー、アイテムボックスを開けるのに時間がかかってその間に敵が寄ってくる、敵兵士に変装して欺く、などのフィーチャーがある。このゲームはAtari 8-bitやCommodore 64など他機種にも移植され、アメリカではステルスゲームとしてのゲーム性が広く知れ渡った。1984年には続編の『BeyondCastle Wolfenstein』が発売され、ナイフを使った隠密キルなどが取り入れられた。1992年に発売された『Wolfenstein 3D』では、初代ウルフェンと同一のストーリーながら、シューティングに重点を置くためにステルス要素は割愛され、結果として『Wolfenstein 3D』はファーストパーソン・シューティングゲームの始祖とされている。その後の『Wolfenstein』シリーズはFPSとなったが、ステルス要素を取り入れた作品も多い。
イギリスでは1985年にDurell SoftwareからZX Spectrum用ソフト『Saboteur』が発売された。忍者ステルスアクションゲームである。イギリスで大ヒット作となり、他機種にも移植された。1987年に発売された続編の『Saboteur II: Avenging Angel』は、主人公が女忍者（くノ一）であり、女性を主人公とした世界初のアクションアドベンチャーゲームだと考えられている。
日本においては、コナミがMSX用ゲームとして1987年に発売した『メタルギア』、および1990年に発売した『メタルギア2』によって、ステルスアクションとしてのゲーム性が確立された。海外ではMSX版はリリースされず、1988年にNES版（海外版ファミコン版）のみがリリースされた。
3Dのゲームとしては、1998年にPlayStationで『メタルギアソリッド』『天誅』が、またPCでも1998年に『Thief』が発売された。特に『メタルギアソリッド』は世界中で600万本売れる大ヒット作となり、現在に続く3Dステルスアクションゲームの流れが確立された。

## ステルスゲームの仕組み
敵は、通常、プレイヤーキャラクターの存在に気付いていない状態である。敵には「視界」が存在し、その視界に入らなければ、敵にぎりぎりまで接近したり、脇をすり抜けることができる。敵に気づかれていない状態で攻撃を与えることで敵に致命傷を与えることをゲームの機軸にした物も多い。さらに敵は視界を持つだけでなく音に反応したり、プレイヤーの存在の形跡を発見し警戒を強めたりと、五感と知能を駆使した行動をとる。
より進化したステルスゲームにおいては、敵が実在の人間がとるであろう反応、挙動を忠実に再現できるようになりつつある。隠れていれば攻撃にさらされず、敵を一撃で倒すこともできるという大きなアドバンテージを得る代わりに、敵にプレイヤーの存在が発見された場合、苦しい戦いを迫られるというリスクが存在する場合が多い。発見された時点でゲームオーバー、という厳しいモードもある。
敵は複数いる場合が多く、多くの敵をいかにかいくぐり、目的を達成するかという、戦略性が問われるものでもある。一方で、たとえ発覚しても普通のアクションゲームと同様に戦えるものも多い。発覚した状態と未発覚の状態の両方がある総合的なアクションゲームといえる。「ステルス」という要素はこのように、ゲームの中心にすえる事もできるが、ゲーム性の幅を広げる要素としても有効である（たとえばFPSの一人プレイモードで、敵が自分に気付かなければ攻撃されない、など）。

## 「ステルス」のゲーム性
より緊張感のあるステルスゲームを構築するには、複雑な敵の人工知能や、周囲の環境とプレイヤー、味方と敵、第三者の相互作用を構築する必要があり、ステルスゲームは進化したCPUを駆使するに相応しい素材であるといえる。よって、プレイヤーの行動選択の幅とそれに対する状況変化の多様さを表現することができ、リアルタイムの応酬を楽しむことができる。
従来のアクションゲームでは、一度に取れる行動の制限があり、反射的な攻撃の応酬をするのみで、攻撃の方針もワンパターンになりがちだが、ステルスゲームには、引き延ばされた時間の中で臨機応変に対応し、その時々によって方針を変え、一撃必殺の凝縮された戦術を採る事のできる魅力がある。
ゴースティング
敵に発見されずに目標を達成するゲームの仕方をゴースティングという。

## 主なステルスゲーム
- アサシン クリードシリーズ
- Aragami
- ウォッチドッグスシリーズ
- エレベーターアクション - 主人公がスパイ、電灯を破壊し暗くする等ステルスゲームの要素も兼ね備えている。
- ゴーストリコンシリーズ
- SIRENシリーズ - 「隠れる」、「やり過ごす」などを主体としたホラーゲーム｡
- Thiefシリーズ - 「暗闇に隠れる」というシステムを採り入れた作品｡
- 忍道シリーズ
- スナイパーエリートシリーズ
- スパイフィクション
- スプリンターセルシリーズ
- Dishonored
- Deus Ex
- デルタフォース
- 天誅 - 初の3Dステルスゲームで「隠密時の一撃必殺」を採用した作品。
- No One Lives Forever
- バットマン アーカムシリーズ
- 必殺裏稼業
- ヒットマンシリーズ
- Far Cryシリーズ
- Project I.G.I.
- Mark of the Ninja
- マンハントシリーズ
- メタルギアシリーズ
- ルパン三世 魔術王の遺産 版権キャラクターを使用したステルスゲーム。
- 紅忍 血河の舞 - 海外で発売された和風のステルスゲーム。